# Proteus (dichtvorm)
De proteus, ook wel versgolf genoemd, is een versvorm geïnspireerd op het verschijnsel woordgolf uit de puzzelrubrieken.

## Omschrijving
Bij de proteus moet men bijvoorbeeld van de woorden ‘geel’ naar ‘rood’ zien te komen door telkens een letter te veranderen. Bij de proteus staan deze woorden aan het einde van de dichtregels en tellen evenveel letters. De extra moeilijkheid bij het vervaardigen van deze versvorm is dat er telkens rijmende paren gevormd moeten worden en dat er een kloppend verhaal ontstaat. Bovendien moeten het eerste en het laatste rijmwoord enig verband met elkaar hebben, bijvoorbeeld: rood & geel, wieg & graf, werk & huis. De proteus wordt rechts uitgelijnd en de rijmwoorden het liefst in monospace-lettertype, zodat het hele procedé duidelijk zichtbaar gemaakt wordt. De proteus is van weinig literaire betekenis, maar dient gezien te worden als bron van vermaak voor de geoefende plezierdichter.
De proteus werd eind jaren tachtig van de 20e eeuw bedacht door de plezierdichter Drs. P.

## Voorbeeld
| Dit lichaam kraakt en piept als een oud huis En in mijn oren zit een vreemde ruis Ook merk ik dat ik alles slechter ruik Steeds vroeger al mijn moede ogen luik Als ik een uur of vijf mijn sherry lurk Denk ik verward: waar liet ik nou de kurk Ja, weldra staat mijn lijkkist in de kerk En toont een trotse doodgraver zijn werk |